# Nimbus Roman No. 9 L
Nimbus Roman No. 9 L是德国字体设计公司URW++于1987年设计的一款衬线西文字体，其前身是URW++在1982年设计的Nimbus Roman，而Nimbus Roman又是基于Times New Roman设计而成的。1996年，Nimbus Roman No. 9 L以GNU通用公共许可证和AFPL授权发布，也以Adobe Type 1字体格式成为了35款Ghostscript基本字体之一。2009年，该字体又以LaTeX项目公共许可证授权发布。因为Nimbus Roman No. 9 L是一款自由字体，所以Debian、Ubuntu等主流的Linux发行版都有预安装这款字体，它们的软件包管理系统中也含有这款字体的软件包。
Nimbus Roman No. 9 L这个字体家族含有常规体、粗体、斜体和粗斜体四种字体，由于是基于Times New Roman制作而成，所以其字体风格和Times New Roman很相似。